# Chiesa di Sant'Antonio al Mortito
La chiesa di Sant'Antonio al Mortito è uno dei luoghi di culto del comune di Casamicciola Terme nell'isola d'Ischia. Situata nella frazione di Perrone, nei pressi del cimitero, è intitolata a Sant'Antonio di Padova e dal 1955 è sede dell'omonima parrocchia.

## Storia

### Le origini: l'antica chiesa di Sant'Antonio al Mortito
Cesare Corbera, ricco proprietario terriero casamicciolese e cognato di San Giovan Giuseppe della Croce, edificò una chiesetta in onore di Sant'Antonio di Padova nello stesso luogo dove ora ha sede la Parrocchia omonima.
La chiesetta, che ab origine poteva accogliere poco più di una cinquantina di persone, sorse sulla proprietà privata del fondatore, il quale ne conservò per sé ed i suoi eredi il diritto di patronato. Il 7 aprile 1692 il Corbera fece stendere, per mano del notaio Piro di Casamicciola, l'atto giuridico di fondazione della chiesa, alla quale assegno una dote annua di 14 ducati.
Estintasi la discendenza maschile dei Corbera, i nuovi eredi divennero i Mancusi. Questi non potendola amministrare direttamente ne affidarono l'amministrazione a tre famiglie del Contrado di Perrone, preservandosi, però, il diritto di patronato.
Delle tre famiglie, che volontariamente si erano offerte di condurre la chiesa, solo una, la Lombardi, profuse maggior impegno e dedizione. In seno ad essa sorsero, infatti, due sacerdoti, i fratelli: don Giuseppe e don Antonio. Questi diedero, tra il popolo di Casamicciola, un notevole aiuto allo sviluppo della devozione per il Santo Padovano.

### Il terremoto del 1883
In seguito al violento terremoto del 28 luglio 1883, Casamicciola fu completamente distrutta. Tutte le chiese rovinarono o restarono gravemente danneggiate. Solo la chiesetta di Sant'Antonio rimase indenne, molto probabilmente per la morfologia del luogo su cui sorge. Nel sisma perì il vescovo Carlo Mennella, parroco di Casamicciola e vescovo ausiliario di Ischia. Gli successe come parroco di Casamicciola don Giuseppe Morgera, morto in concetto di santità nel 1898. Non essendo agibile nessuna chiesa il neo parroco Morgera prese possesso canonico nella chiesetta di Sant'Antonio, che per un anno fu sede parrocchiale (Luglio 1883- Luglio 1884). Nel frattempo fu ristrutturata la chiesa del Buon Consiglio in Piazza Marina, dove il sacerdote trasferì provvisoriamente la sede parrocchiale, fino all'inaugurazione della nuova chiesa di Santa Maria Maddalena (1896), oggi basilica. Dopo il trasferimento della parrocchia nella chiesa alla Marina, i fratelli Lombardi continuarono a svolgere le funzioni religiose nella chiesetta del Mortito, come soleva il parroco, così che di fatto divenne succursale dell'unica parrocchia di Casamicciola. Va anche ricordato che all'indomani del terremoto nella vallata di Perrone sorse il rione baraccato, aumentando di gran lunga il numero degli abitanti della zona.

### XX secolo
Con la morte dei fratelli Lombardi, nel 1934 la chiesetta passò di proprietà della Curia Vescovile di Ischia. Poiché il contrado di Perrone era molto cresciuto per numero di abitanti, si avvertì la necessità di ampliare la vecchia chiesetta, diventata assolutamente insufficiente a contenere l'afflusso dei fedeli. Senza un progetto studiato e approvato, iniziarono i lavori nel 1937, come si può leggere nella lapide sulla parte esterna della chiesa: 
"Il Popolo di Casamicciola a Santo Antonio costruiva MCMXXXVII A XV".
Molti offrirono volontariamente e gratuitamente la mano d'opera, specialmente per rompere e trasportare le pietre grigie e dure del Mortito. Si racconta che in quei giorni in fila indiana i più giovani trasportavano a spalla le pietre dalla collina, ammassandole nell'adiacenze della nuova chiesa in costruzione.
Le mura perimetrali avevano raggiunto già un'altezza considerevole, quando scoppiò la seconda guerra mondiale e di conseguenza i lavori vennero sospesi fino al 1950. In quell'anno venne abbattuta l'antica chiesetta e inaugurata la nuova, quella attuale.

### La nuova parrocchia
Nel 1947 (6 dicembre) era sorta a Casamicciola una seconda parrocchia con sede nella chiesa di San Giuseppe, oggi cappella della casa di riposo "Villa Joseph". Questa di propriètà privata ospitava anche i resti mortali del parroco Morgera, prima che venissero traslati nella chiesa madre del paese. Il proprietario, dopo pochi anni, la rese indisponibile allo scopo e il vescovo De Laurentiis, con decreto del 19 marzo 1955, eresse la chiesa di Sant'Antonio in parrocchia. Si ebbe allora la "Parrocchia di San Giuseppe in Sant'Antonio". Mons. Pagano con decreto del 1 giugno del 1986 mutò il titolo in "Parrocchia di Sant'Antonio da Padova", consacrando solennemente anche il nuovo altare e la nuova immagine del santo. Infatti fino al 1985 al centro del trono marmoreo vi era in venerazione una statua di Sant'Antonio in terracotta dei fratelli Mennella del 1850, ora questa è posta nell'edicola dedicata al santo nella piazza principale del quartiere. Al suo posto fu collocata una statua lignea ottocentesca, di ottima fattura, donata alla comunità da un monastero umbro.

### Tradizione
Secondo una leggenda, che si tramanda da secoli, la chiesetta è stata voluta dallo stesso santo padovano. Si narra, infatti, che Sant'Antonio sia apparso a una paralitica intenta a pregare davanti a una sua edicola, e guarendola le abbia chiesto di far edificare in quel luogo una cappella. Questo ha anche contribuito, probabilmente, a una forte devozione popolare della gente di Casamicciola e dei comuni limitrofi.
Durante il mese di giugno viene recitato un tradizionale rosario dialettale in onore di Sant'Antonio.